# Hans-Georg Tersling
Hans-Georg Tersling, né le 7 décembre 1857 à Karlebo sur une île près de la côte suédoise et mort le 13 novembre 1920 à Menton, est un architecte danois.
Il est un des principaux architectes de la Riviera dans les années 1890-1914. 
Sa production se compose surtout d’œuvres de style néoclassique Louis XVI et s’inspire parfois de la Renaissance italienne.

## Biographie

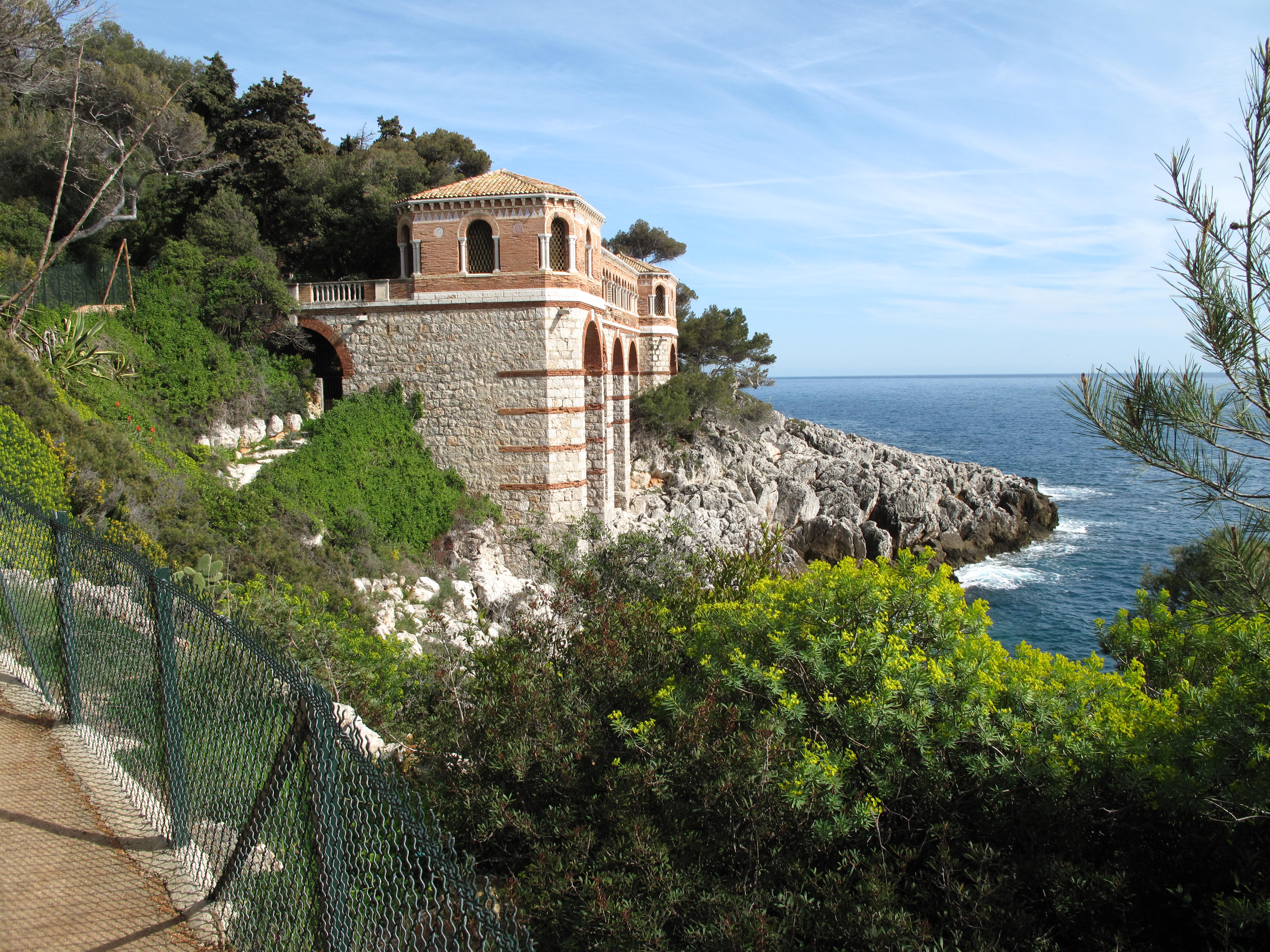
Villa Cyrnos au Cap Martin.

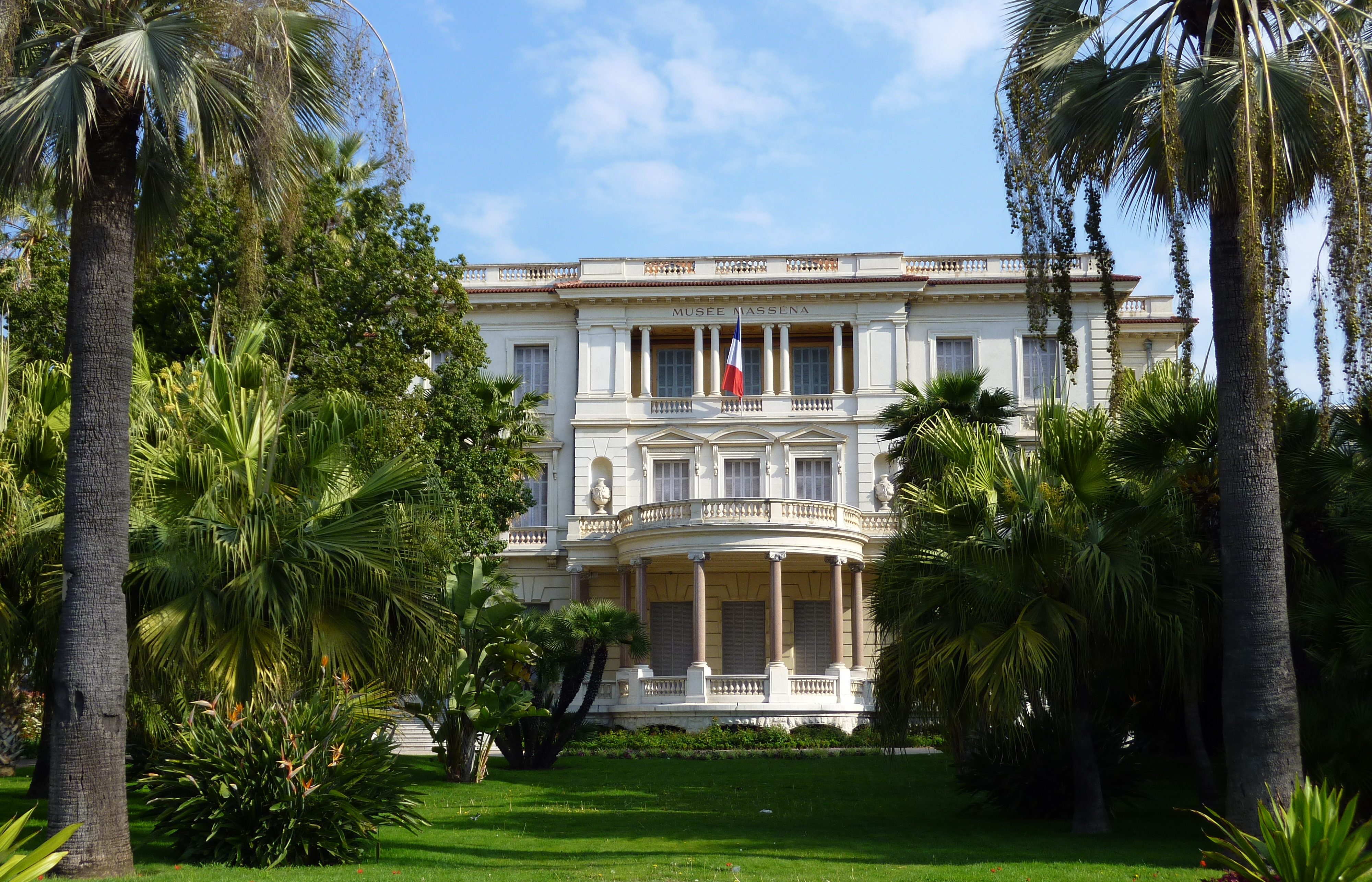
La villa Masséna à Nice, maintenant musée Masséna.

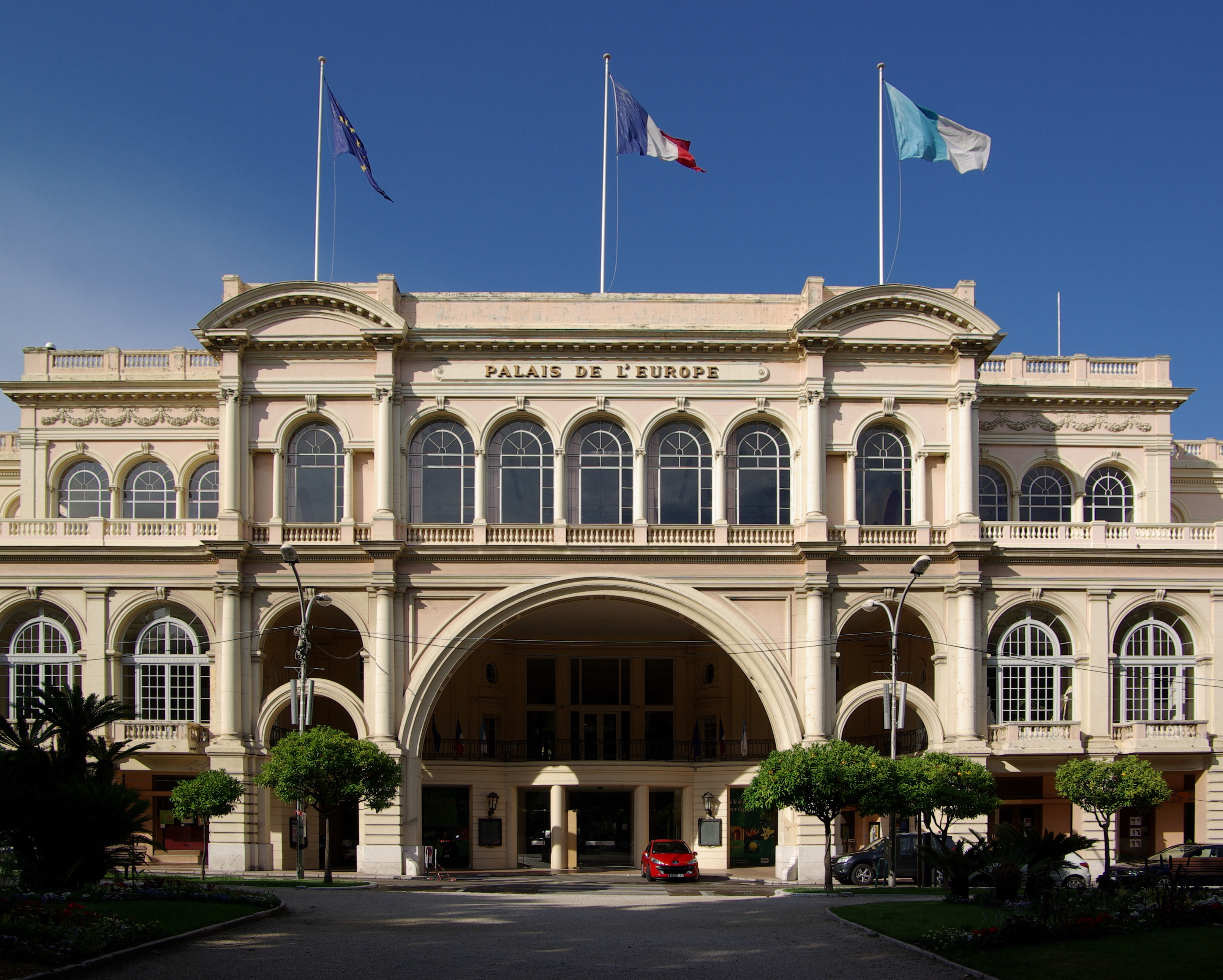
L'ancien casino de Menton, maintenant palais de l’Europe.

Hans-Georg Tersling est né dans une ferme. Son père est mort quand il avait trois ans. Il suit une formation de charpentier puis les cours de l'Académie royale des beaux-arts du Danemark, dont il sort diplômé en 1879.
Après son diplôme, Tersling voyage en France. Il est embauché par Charles Garnier, l'architecte de l'opéra de Paris pour travailler au casino de Monte-Carlo dont il conçoit la Salle Schemitt Par la suite, il retourne à Paris, mais finalement s'installe à Menton en 1887. 
Il est engagé par le George Calvin White des Whiskey Black & White pour construire le Grand Hôtel du Cap-Martin. Cet hôtel de grand luxe, achevé en 1890 connait un succès immédiat avec la fréquentation de l'empereur François-Joseph Ier d'Autriche, qui y séjourne quatre fois entre 1896 et 1897, mais aussi celles de son épouse Sissi.
Il construit ensuite en 1892 la villa Cyrnos pour l'ex-impératrice Eugénie et en 1908 la villa Les Rochers.
La villa Cyrnos impressionna l'impératrice de Russie, qui lui passa commande de la construction de l'église russe de Menton pour l'importante communauté orthodoxe venue résider dans la commune.
En 1896, pour le diplomate britannique Edward Malet, il achève au Cap-d'Ail le château Malet.
Pour Victor Masséna, il construit en 1899 à Nice la villa Masséna, aujourd'hui musée Masséna.
En 1905, il gagne une compétition internationale pour la construction de l'hôtel particulier de Olympe Hériot à Paris.
De retour à Menton, il construit en 1909 le casino municipal, aujourd'hui transformé en Galerie d’Art du Palais de l’Europe
Avec l'éclatement de la Première Guerre mondiale, la carrière de Tersling s'achève, car beaucoup de ses riches clients disparaissent et lui laissent des commandes non payées. Il meurt presque ruiné à Menton en 1920.

## Ses principales œuvres
- 1888 - Hôtel Métropole de Monte-Carlo
- 1890 - Grand Hôtel du Cap-Martin
- 1892 - Villa Cyrnos, Cynthia, et White au cap Martin
- 1893 - Villa Aréthuse-Trianon au cap Martin
- 1895 - Villa Hermitage-Malet à Cap-d’Ail
- 1896 - Palais Carnolès à Menton
- 1898 - Hôtel Bristol à Beaulieu-sur-mer
- 1899 - Villa Masséna à Nice
- 1900 - Hôtel du golf à Sospel
- 1900 - Église russe de Menton
- 1900 - Villa La loggia à Villefranche-sur-Mer
- 1903 - Hôtel Hériot (Paris), 41-49, rue de la Faisanderie
- 1904 - Villa Lairolle à Nice
- 1904 - Villa Casa del Mare à Roquebrune-Cap-Martin
- 1905 - Hôtel Hériot à Paris, 8, rue Euler
- 1906 - Palais Viale à Menton
- 1908 - Casino municipal de Menton, aujourd'hui Palais de l’Europe
- 1911 - Contribution à l’église du Sacré-Cœur à Menton
- 1913 - Hôtel Impérial à Menton